# Усть-Колыванка
Усть-Колыванка (в верхнем течении — Колыванка, Колыванка 2-я) — река в России, протекает по Змеиногорскому и Курьинскому районам Алтайского края. Река протекает через Колыванское озеро. Выше озера река называется Колыванкой, ниже — Усть-Колыванкой. Устье Усть-Колыванки находится в 70 км от устья Локтевки по левому берегу, у села Усть-Таловка Курьинского района. Длина Усть-Колыванки составляет 13 км, длина Усть-Колыванки с Колыванкой и Колыванкой 2-й составляет 26 км.

## Данные водного реестра
По данным государственного водного реестра России относится к Верхнеобскому бассейновому округу, водохозяйственный участок реки — Обь от слияния рек Бия и Катунь до города Барнаул, без реки Алей, речной подбассейн реки — бассейны притоков (Верхней) Оби до впадения Томи. Речной бассейн реки — (Верхняя) Обь до впадения Иртыша.

## Топографическая карта
- Лист карты M-44-V. Масштаб: 1 : 200 000. Издание 1985 г.